# All-American
All-American es un término usado en Estados Unidos para referirse a un equipo cuyos miembros han sido seleccionados como los mejores jugadores amateur de cada una de las posiciones de juego dentro de un deporte de equipo, como puede ser el baloncesto o el fútbol americano o lucha. A diferencia de un equipo All-Star, la selección de los jugadores no tiene el propósito de participar en partidos conjuntamente, sino que solamente tiene carácter honorífico.
La primera mención de un equipo All-American hace referencia a un listado hecho por Walter Camp en el que escogió a los mejores jugadores universitarios de fútbol americano. Este listado fue hecho por primera vez en la década de 1890.
A la 82.ª División Aerotransportada del Ejército de los Estados Unidos también se le llama All-American, ya que, al momento de su creación (5 de marzo de 1917), tenía uno o más miembros de cada uno de los 48 estados que entonces componían a los Estados Unidos (Alaska y Hawái no fueron nombrados como estados sino hasta 1959).